# Wisbech
Wisbech är en stad och civil parish i Fenland, i Cambridgeshire i England. Folkmängden uppgick till 31 573 invånare 2011, på en yta av 12,01 km².